# Осада Шадринска
Блокада Шадринска — осада укреплённого города Шадринска, центра Шадринского дистрикта Исетской провинции отрядами восставших крестьян под руководством пугачёвского атамана Михаила Ражева во время Крестьянской войны под предводительством Е. И. Пугачёва. Является одним из ключевых эпизодов крестьянских волнений в Зауралье.

## Предыстория
4 (15) февраля 1774 года отряд генерал-поручика Ивана Александровича Деколонга (10-я и 11-я лёгкие полевые команды при 12 пушках) ушёл из Челябинска в Шадринск через Окуневскую слободу. 8 (19) февраля) пал осаждённый атаманом И. Грязновым Челябинск. В попытке отрезать отступавшие полевые команды правительственных войск, атаман Грязнов отправляет крупный отряд (2000 человек) под командованием походного атамана Ражева в Шадринский дистрикт. Уже к вечеру 11 (21) февраля восставшие достигли села Верхне-Теченского где разделились на три направления: первый отряд под руководством есаула Прохора Пестерева (1500 человек) ушёл осаждать Далматов Успенский монастырь, второй отряд под руководством Михаила Ражева (300 человек) двинулся на Шадринск, третий отряд под руководством есаула Матвея Тараканова (200 человек) ушёл в Окуневскую слободу. К отряду Ражева присоединились крестьяне восставших деревень Барневской , Маслянской, Осеевской, Каргапольской и других волостей. Шадринск и ряд волостей дистрикта к восставшим не присоединились и приготовились оказывать сопротивление мятежным крестьянам Ражева.

## Блокада
К 18 февраля пугачёвцы подчинили себе Барневскую слободу и крупные села Шадринской слободы. Шадринск тоже оказался в фактической блокаде. До подхода войск Деколонга в Шадринске имелась небольшая гарнизонная команда, численностью не более 100 человек Звериноголовского батальона, а также отряд из местных купцов. Комендант Шадринска, премьер-майор Кёних в донесении Деколонгу писал: «Уведомился я что ваше превосходительство около сих мест изволите обретаться. Того ради, непримину донести о здешних обстоятельствах, которые злодейским адом наполнены: Долматов монастырь окружён, да и вокруг здешнего города  не далее чем на 10 вёрст все неприятельской стороне предались и так теперь проезду никакого нет.»  20 февраля в город прорвались отряды премьер-майора Жолобова (3 легкие полевые команды), пробивавшиеся со стороны Омска через Ялуторовск, и 23 февраля добрались  2 полевые команды Деколонга, отходящие к Шадринску из Окуневской слободы. Всего с учётом прибывших войск, в городе находилось 900 солдат правительственных войск при 15 орудиях. Им противостояло по меньшей мере 1500 крестьян, горнозаводских рабочих, казаков, башкирцев и ичкинских татар. Несмотря на численный перевес в людском ресурсе, преимущество в огневой мощи было на стороне правительственных отрядов. Так же в городке укрылись семьи тех, кто не присоединился к восставшим. После нескольких неудачных попыток штурма и поражения под Красномыльской слободой (1 марта), крестьянские отряды отошли к Уксянской слободе, где соединились с отрядами, отступившими от стен Далматова монастыря ввиду распространявшихся слухов о приближении царских войск. Всего у Уксянской слободы собралось до 7000  человек при 31 орудии.  Здесь (4 марта) восставшие снова  потерпели поражение, потеряв свыше 1000 человек убитыми и всю артиллерию, начали отступление к Челябинску.

## Последствия
Все участвовавшие в осаде  Далматова монастыря и Шадринска крестьяне были пойманы и доставлены в Шадринск, подверглись различного рода наказаниям от публичной порки до вырывания ноздрей с нанесением знаков «В.О.Р.» и казнью через повешенье. На крестьян сёл Николаевского и Верхнетеченского была наложена денежная контрибуция в качестве материальной оплаты за нанесение ущерба личному имуществу тех крестьян, кто отказался участвовать в бунте и укрылся в монастыре. Отряды Жолобова и Деколонга, подавив последние мелкие очаги сопротивления, двинулись на Екатеринбург, где соединились с гарнизоном, оборонявшим город от пугачёвцев.

## В литературе
В повести Д. Н. Мамина-Сибиряка  «Охонины брови» о событиях пугачёвского бунта в Зауралье под городом Усторожье подразумевается Шадринск, а под рекой Яровой- Исеть.